# Burkhard Pape
Burkhard Pape (né le 1932 à Magdebourg) est un entraîneur allemand de football.

## Carrière
Il devient entraîneur de neuf sélections nationales entre 1966 et 2001.